# Yutuyaco
Yutuyaco (también conocida como Villa Epumer), es una localidad del centro-oeste de la provincia de Buenos Aires muy cerca del límite con la provincia de La Pampa; está situada en el partido de Adolfo Alsina, Argentina.

## Toponimia
Yutuyaco voz quechua: Bebedero de las perdices, Bebedero del serrano Agua de la Perdiz Agua de las cortaderas.

## Población
Cuenta con 16 habitantes (Indec, 2010), lo que representa un descenso del 15,8% frente a los 19 habitantes (Indec, 2001) del censo anterior.
| Gráfica de evolución demográfica de Yutuyaco entre 1991 y 2010 |
|                                                                |
| Fuente: Censos nacionales del INDEC                            |